# Argyripa moroni
Argyripa moroni är en skalbaggsart som beskrevs av Arnaud 1988. Argyripa moroni ingår i släktet Argyripa och familjen Cetoniidae. Inga underarter finns listade.